# Ejército de Tierra/Ausrüstung
Der Artikel beschreibt die wichtigsten Teile der Ausrüstung und Bewaffnung des, das Gros der Landstreitkräfte der spanischen Militärs umfassenden, Ejército de Tierra.

## Leichte Waffen
| Modell                            | Typ                      | Bild | Entwurfsland           | Anzahl      | Anmerkungen |
| --------------------------------- | ------------------------ | ---- | ---------------------- | ----------- | --- |
| HK USP                            | Pistole                  |      | Deutschland            |             | Ersetzten ab 2011 die Llama M-82 als Ordonnanzpistole des spanischen Heeres. Die Spezialeinheiten des Heeres (Mando de Operaciones Especiales) verwenden die USP SD. |
| HK G36                            | Sturmgewehr              |      | Deutschland            | rund 60.000 | Seit 1999 Ordonnanzwaffe der spanischen Streitkräfte. |
| Accuracy International AW50/AW308 | Scharfschützengewehr     |      | Vereinigtes Königreich |             | |
| Accuracy International AXMC 338   | Scharfschützengewehr     |      | Vereinigtes Königreich |             | |
| Barrett M95                       | Scharfschützengewehr     |      | Vereinigte Staaten     |             | |
| HK MP5                            | Maschinenpistole         |      | Deutschland            |             | Einsatz in GOE. |
| HK UMP                            | Maschinenpistole         |      | Deutschland            |             | Einsatz in GOE. |
| HK MP7                            | Maschinenpistole         |      | Deutschland            |             | Einsatz in GOE. |
| HK MG4                            | Maschinengewehr          |      | Deutschland            | >1.900      | Leichtes Maschinengewehr. Kaliber 5,56 mm |
| MG3                               | Maschinengewehr          |      | Deutschland            |             | Universalmaschinengewehr. Kaliber 7,62 mm |
| FN MAG 58                         | Maschinengewehr          |      | Belgien                |             | Universalmaschinengewehr. Dient als Bordmaschinengewehr bei einigen Hubschraubern der FAMET. Kaliber 7,62 mm                                                         |
| M60                               | Maschinengewehr          |      | Vereinigte Staaten     |             | Universalmaschinengewehr. Dient als Bordmaschinengewehr bei einigen CH-47 Chinook der FAMET. Kaliber 7,62 mm. Wird durch M240 ersetzt.                               |
| M240                              | Maschinengewehr          |      | Vereinigte Staaten     |             | Universalmaschinengewehr. Dient als Bordmaschinengewehr bei CH-47 Chinook der FAMET. Kaliber 7,62 mm.                                                                |
| Browning M2 HQCB                  | Schweres Maschinengewehr |      | Vereinigte Staaten     |             | Größtenteils auf diversen Fahrzeugen und Hubschraubern im Einsatz. Kaliber 12,7 mm.                                                                                  |
| FN M3M                            | Schweres Maschinengewehr |      | Belgien                |             | Dient als Bordmaschinengewehr bei einigen Hubschraubern der FAMET. Kaliber 12,7 mm.                                                                                  |
| Instalaza Alhambra D/O            | Handgranate              |      | Spanien                |             | |
| HK AG36                           | Granatwerfer             |      | Deutschland            |             | Unterlauf-Granatwerfer im Kaliber 40 mm für das Sturmgewehr G36 |
| SBS LAG-40                        | Granatwerfer             |      | Spanien                |             | Maschinengranatwerfer im Kaliber 40 mm. Auch auf diversen Fahrzeugen montiert.                                                                                       |
| Mk 19                             | Granatwerfer             |      | Vereinigte Staaten     |             | Maschinengranatwerfer im Kaliber 40 mm. Auch auf diversen Fahrzeugen montiert.                                                                                       |
| ECIA L65/60                       | Mörser                   |      | Spanien                |             | Kaliber 60 mm |
| ECIA L65/81                       | Mörser                   |      | Spanien                | 920         | Kaliber 81 mm. 446 davon auf diversen Fahrzeugen montiert. |
| Soltam Systems Cardom 120/81      | Mörser                   |      | Israel/ Spanien        | 10          | Kaliber 81 mm. Alle zehn Soltam Cardom sind fest in gepanzerte URO VAMTAC S3 BN2 verbaut.                                                                            |
| ECIA L65/105                      | Mörser                   |      | Spanien                |             | Kaliber 105 mm. |
| ECIA L65/120                      | Mörser/Panzermörser      |      | Spanien                | 389         | Kaliber 120 mm. 110 M113 wurden mit dem ECIA L65/120 ausgestattet und zu Panzermörser umfunktioniert.                                                                |
| M125                              | Panzermörser             |      | Vereinigte Staaten     | 52          | Kaliber 81 mm Panzermörser auf Basis des M113. 6 M125A1 und 46 M125A2                                                                                                |
| M106                              | Panzermörser             |      | Vereinigte Staaten     |             | Kaliber 107 mm Panzermörser auf Basis des M113. |
| Instalaza C90                     | Panzerabwehrhandwaffe    |      | Spanien                |             | Reaktive Einweg-Panzerbüchse. |
| Instalaza C-100 Alcotán           | Panzerabwehrhandwaffe    |      | Spanien                | >500        | Reaktive Panzerbüchse. |

## Artillerie
| Modell                        | Typ            | Bild | Entwurfsland           | Anzahl | Anmerkungen |
| ----------------------------- | -------------- | ---- | ---------------------- | ------ | --- |
| OTO Melara M-56               | Haubitze       |      | Italien                |        | Kaliber 105 mm. Wurden großteils durch L-118/119 ersetzt.                                                               |
| L118/119 Light Gun            | Haubitze       |      | Vereinigtes Königreich | 56     | Kaliber 105 mm. Seit 1996 in Dienst. Von den 56 erworbenen Haubitzen wurden 38 auf 119 Standard umgerüstet              |
| Santa Bárbara Sistemas 155/52 | Haubitze       |      | Spanien                | 82     | Kaliber 155 mm. 66 Feldhaubitzen in der Version 155/52 APU-SIAC und 16 Küstenhaubitzen in der Version 155/52 APU (V07). |
| M109A5E                       | Panzerhaubitze |      | Vereinigte Staaten     | 96     | Kaliber 155 mm. |

## Panzerabwehr
| Modell        | Typ                   | Bild | Entwurfsland            | Anzahl | Anmerkungen |
| ------------- | --------------------- | ---- | ----------------------- | ------ | --- |
| MILAN 2T      | Panzerabwehrlenkwaffe |      | Frankreich/ Deutschland | 404    | Von den 404 Abschussvorrichtungen sind 106 auf Fahrzeugen montiert. Die MILAN werden nach und nach durch Spike LR ersetzt. |
| BGM-71 TOW 2A | Panzerabwehrlenkwaffe |      | Vereinigte Staaten      | 200    | Seit 1996 in Dienst. Das spanische Heer erwarb 200 Startsysteme. 68 davon sind auf diversen Fahrzeugen montiert. |
| Spike LR/ER   | Panzerabwehrlenkwaffe |      | Israel                  | 236/44 | Seit 2009 in Dienst. 236 Werfer für den Spike LR (4.000 m Reichweite). Darüber hinaus erwarb das spanische Heer auch 44 Startblöcke für Spike ER (8.000 m Reichweite), die auf den Eurocopter Tigern der FAMET als Luft-Boden-Rakete eingesetzt werden. Die Spike des spanischen Heeres werden unter Lizenz von Santa Bárbara Sistemas gefertigt. |

## Flugabwehr
| Modell                 | Typ              | Bild | Entwurfsland       | Anzahl | Anmerkungen |
| ---------------------- | ---------------- | ---- | ------------------ | ------ | --- |
| Oerlikon 35-mm GDF-007 | Flugabwehrkanone |      | Schweiz            | 92     | Kaliber 35 mm. Seit 1970 in Dienst. 2003 bis 2005 auf Version GDF-007 aktualisiert. Mit Skyguard und Skydor Feuerleitsystem. 12 Oerlikon 35-mm-Zwillingskanonen sind Teil des Sistema Antiaéreo Toledo (Flugabwehrsystem Toledo). Bestehend aus je zwei Oerlikon 35-mm-Zwillingskanonen und zwei Aspide Startvorrichtungen sowie einem Skydor Feuerleitsystem. |
| Mistral                | Flugabwehrrakete |      | Frankreich         | 168    | Seit 1988 in Dienst. Das Heer verfügt über 168 MANPADS die zum Teil auf diversen Fahrzeugen montiert wurden. Darüber hinaus wird die Mistral auch als ATAM (air-to-air Mistral) auf den Eurocopter Tiger der FAMET eingesetzt. |
| MIM-23 HAWK            | Flugabwehrrakete |      | Vereinigte Staaten | 36     | 24 Startgeräte wurden 1965 erworben, im Jahr 2001 folgten 12 weitere aus Beständen der US Army. Alle HAWKs wurden auf die Version PIP III (Product Improvement Plan III) aktualisiert. |
| NASAMS II              | Flugabwehrrakete |      | Norwegen           | 8 (10) | Spanien erwarb im Jahr 2003 4 Batterien bestehend aus 8 Startvorrichtungen. Im Jahr 2023 wurde eine fünfte Batterie bestellt. |
| MIM-104 Patriot        | Flugabwehrrakete |      | Vereinigte Staaten | 18     | 18 Startvorrichtungen in drei Batterien, aus Beständen der Bundeswehr. Seit 2005 in Dienst. Im Jahr 2023 wurde die Modernisierung des Raketensystems auf die Variante PAC-3 MSE beschlossen, bestellt werden 24 Startvorrichtungen in vier Batterien. |

## Fahrzeuge

### Gepanzerte Kettenfahrzeuge
| Modell        | Typ             | Bild | Entwurfsland         | Anzahl     | Anmerkungen |
| ------------- | --------------- | ---- | -------------------- | ---------- | --- |
| Leopard 2E    | Kampfpanzer     |      | Deutschland/ Spanien | 219        | Indienststellung 2004 bis 2011. Entspricht im Aufbau im Wesentlichen dem Leopard 2A6. Unter Lizenz von Santa Bárbara Sistemas gefertigt. |
| Leopard 2A4   | Kampfpanzer     |      | Deutschland          | 98         | 1995 im Hinblick auf den Erwerb der Leopard 2E zu Ausbildungs- und Testzwecken aus Beständen der Bundeswehr geleast. 1998 vom spanischen Heer erworben. Zehn Leopard 2A4 wurden im Zuge des Russischen Überfalls an die Ukraine exportiert, die Lieferung von weiteren 20 Panzern dieses Modells ist vorgesehen. |
| Pizarro       | Schützenpanzer  |      | Spanien              | 227        | Santa Bárbara Sistemas. Erstes Baulos aus 144 Fahrzeugen bis 2003 in Dienst gestellt. Zweites Baulos, mit diversen Modifikationen und Verbesserungen, aus 83 Fahrzeugen bis 2017 zugelaufen. 206 Schützenpanzer (VCI/C) und 21 Führungspanzer (VCPC).                                                            |
| M113A2        | Transportpanzer |      | Vereinigte Staaten   | rund 1.300 | In Spanien als TOA (Transporte Oruga Acorazado) bezeichnet. Seit 1963 in zahlreichen Ausführungen in Dienst (u. a.: Pionier-, Berge-, Minenräumpanzer und Panzermörser). |
| Bandvagn 206S | Transportpanzer |      | Schweden             | 20         | In Spanien als TOM (Transporte Oruga de Montaña) bezeichnet. Seit 2003 im spanischen Gebirgsjägerregiment in Dienst. Ursprünglich war der Erwerb von 50 Fahrzeugen vorgesehen. Eine Erweiterung des Bestandes ist bis heute geplant.                                                                             |

### Gepanzerte und geschützte Radfahrzeuge
| Modell         | Typ                  | Bild | Entwurfsland     | Anzahl   | Anmerkungen |
| -------------- | -------------------- | ---- | ---------------- | -------- | --- |
| Centauro B-1   | Jagd-/Spähpanzer     |      | Italien          | 84       | Indienststellung 2000 bis 2001. |
| VCR 8×8 Dragón | Radpanzer            |      | Schweiz/ Spanien | 12 (348) | Der vehículo de combate sobre ruedas (Radpanzer, VCR) 8×8 Dragón ist eine Familie von Radpanzern basierend auf dem Chassis des MOWAG Piranha V. Die Fahrzeuge werden von Tess Defence einem Konsortium aus Santa Bárbara Sistemas, Indra Sistemas, Escribano Mechanical and Engineering und SAPA Placencia entwickelt und produziert. Geplant ist die Beschaffung von 998 Fahrzeugen in drei Lieferphasen. Die erste Phase bestehend aus 348 VCR 8×8 Dragón begann ab 2022 zuzulaufen. Die VCR 8×8 Dragón sollen mittelfristig insbesondere die in die Jahre gekommenen Radpanzer der Typen BMR und VEC M1 ersetzen. |
| VEC-M1         | Spähpanzer           |      | Spanien          | 135      | Santa Bárbara Sistemas, basierend auf BMR-M1. Geschützturm mit M242 Bushmaster Maschinenkanone. Insgesamt wurden 340 Fahrzeuge ausgeliefert. Soll durch VBR 8×8 Dragón ersetzt werden. |
| BMR            | Transportpanzer      |      | Spanien          | 682      | Santa Bárbara Sistemas. Indienststellung ab 1979 in unterschiedlichen Versionen (u. a.: Pionier-, Berge-, Minenräumpanzer sowie Panzermörser). Soll durch VBR 8×8 Dragón ersetzt werden. |
| RG-31          | Geschütztes Fahrzeug |      | Südafrika        | 150      | Seit 2008 in Dienst. Geschütztes Mehrzweckfahrzeug mit Kapazität für bis zu 10 Personen. Mit Fernbedienbarer Waffenstation des Typs Samson Mini ausgerüstet. |
| Iveco LMV      | Geschütztes Fahrzeug |      | Italien          | 346      | Seit 2008 in Dienst. Geschütztes Mehrzweckfahrzeug mit Kapazität für 5 Personen. |

### Bergepanzer und geschützte Bergefahrzeuge
| Modell          | Typ                       | Bild | Entwurfsland       | Anzahl | Anmerkungen                                                                   |
| --------------- | ------------------------- | ---- | ------------------ | ------ | ----------------------------------------------------------------------------- |
| Büffel          | Bergepanzer               |      | Deutschland        | 16     |                                                                               |
| Centauro VCREC  | Bergepanzer               |      | Italien            | 4      | Seit 2011 in Dienst. Bergepanzerversion des Freccia                           |
| M47ER3          | Bergepanzer               |      | Vereinigte Staaten | 22     | Basieren auf dem M47 Patton, zwischen 1993 und 1996 zum Bergepanzer umgebaut. |
| MaxxPro Wrecker | Geschütztes Bergefahrzeug |      | Vereinigte Staaten | 14     | Seit 2016 in Dienst. Aus Beständen der US Army.                               |

### Pioniergerät
| Modell                 | Typ                           | Bild | Entwurfsland                    | Anzahl | Anmerkungen |
| ---------------------- | ----------------------------- | ---- | ------------------------------- | ------ | --- |
| VCZAP Castor           | Pionierpanzer                 |      | Spanien                         | 36     | Im Zuge der zweiten Lieferphase der Pizarro Schützenpanzer, entschloss sich das spanische Heer dazu 36 der bestellten Fahrzeuge als Pionierpanzer auszulegen. Die Wanne des vehículo de combate de zapadores (Pionierschützenpanzer, VCZAP) Castor basiert, anders als die restlichen Pizarro des spanischen Heeres, auf dem ASCOD 2 basieren der sich unter anderem bei der Ausschreibung für das Future Rapid Effect System der British Army durchsetzte. Die Spanischen VCZAP sind u. a. mit einer Fernbedienbarer Waffenstation des Typs Samson Mini sowie Räumschild und Seilwinde ausgestattet. Die ersten sechs Fahrzeuge wurden dem Heer im Dezember 2023 übergeben, die restlichen 30 folgten bis Februar 2025. |
| M-60 CZ 10/25E Alacrán | Pionierpanzer                 |      | Vereinigte Staaten              | 38     | Basierend auf M60A1. |
| M-113 VCZ              | Pionierpanzer                 |      | Vereinigte Staaten              | 60     | Pionierpanzerversion des M113. |
| BMR M1 VCZ             | Pionierpanzer                 |      | Spanien                         | 33     | Pionierpanzerversion des BMR. |
| M-60A1 AVLB            | Brückenlegepanzer             |      | Vereinigte Staaten              | 7      | |
| M-60 VLPD 26/70E       | Brückenlegepanzer             |      | Deutschland/ Vereinigte Staaten | 12     | Panzerschnellbrücke Leguan auf dem Fahrgestell des M60A1. |
| M47 Leguan             | Brückenlegepanzer             |      | Deutschland/ Vereinigte Staaten | 1      | Panzerschnellbrücke Leguan auf dem Fahrgestell des M47 Patton. |
| Mabey Compact-200      | Behelfsbrücke                 |      | Vereinigte Staaten              |        | |
| Dornier Faltfestbrücke | Behelfsbrücke                 |      | Deutschland                     |        | |
| PTF MAN                | Behelfsbrücke                 |      |                                 |        | Pontonbrücke |
| JCB HMEE               | Geschützter Baggerlader       |      | Vereinigtes Königreich          | 4      | Seit 2018 in Dienst. |
| Hidromek HMK102B       | Baggerlader                   |      | Türkei                          | 22     | Seit 2016 in Dienst. |
| JCB JS200W             | Mobilbagger                   |      | Vereinigtes Königreich          |        | |
| Caterpillar D7R-II     | Geschützte Planierraupe       |      | Vereinigte Staaten              |        | |
| Caterpillar D5K2       | Planierraupe                  |      | Vereinigte Staaten              | 18     | |
| Champion 710A          | Grader                        |      | Kanada                          |        | |
| New Holland F106.6/7   | Grader                        |      | Vereinigte Staaten              |        | |
| M-548/6 SEM-1I         | Minenverlegepanzer            |      | Vereinigte Staaten/ Spanien     | 18     | Der M-548/6 SEM-1I wurde von Expal (heute Maxam) auf Basis des M548 hergestellt. |
| Husky VMMD 2G          | Geschütztes Minensuchfahrzeug |      | Südafrika                       | 6      | Seit 2012 in Dienst. |

### Geländefahrzeuge
| Modell                         | Typ                        | Bild | Entwurfsland       | Anzahl     | Anmerkungen |
| ------------------------------ | -------------------------- | ---- | ------------------ | ---------- | --- |
| URO VAMTAC                     | Taktisches Geländefahrzeug |      | Spanien            | rund 2.900 | Seit 1998 in zahlreichen Versionen in Dienst. URO VAMTAC Baureihen I3 (1998–2003), S3 (2004–2013) und ST5 (seit 2013). Ein Teil der Fahrzeuge der Serien S3 und ST5 ist mit verstärkter Panzerung ausgestattet.                 |
| Santana Aníbal                 | Geländefahrzeug            |      | Spanien            | rund 3.000 | Seit 2005 in zahlreichen Versionen in Dienst. |
| Nissan Patrol                  | Geländefahrzeug            |      | Japan              |            | Die Nissan Patrol 160 und 260 waren jahrelang das Standard-Geländefahrzeug des spanischen Heeres. Die meisten wurden ab 2005 durch Santana Aníbal ersetzt. Einige neu zugekauften Patrol GR Y61 dienen heute als VIP-Fahrzeuge. |
| Nissan Terrano II              | Geländefahrzeug            |      | Japan              |            | |
| EINSA Neton                    | Leichtes Geländefahrzeug   |      | Spanien            | 24         | Leichtes Geländefahrzeug. Dienen als Vehículo Ligero de Operaciones Especiales (VLOE, Leichtes Spezialeinsatzfahrzeug) in den GOE.                                                                                              |
| EINSA MM-1A Falcata            | Leichtes Geländefahrzeug   |      | Spanien            | 29         | Falschirmabwurffähiges leichtes Geländefahrzeug. Seit 2016 in der Fallschirmjägerbrigade (BRIPAC) in Dienst. |
| Quatripole Q-150D              | Leichtes Geländefahrzeug   |      | Spanien            | >20        | Falschirmabwurffähiges leichtes Geländefahrzeug. |
| M548                           | Kettenfahrzeug             |      | Vereinigte Staaten |            | Basiert auf dem M113 Transportpanzer. Die M548 des spanischen Heeres sind ungepanzert und dienen vorrangig als Nachschubfahrzeuge.                                                                                              |
| Bandvagn 206                   | Kettenfahrzeug             |      | Schweden           | 47         | Die Bandvagn 206 des spanischen Heeres stehen, ebenso wie die gepanzerte Version 206S, bei den Gebirgsjägern in Dienst. |
| Iveco-Pegaso 40.10WM           | Geländekleinlaster         |      | Italien            |            | |
| URO 115PM                      | Allradgetriebener LKW      |      | Spanien            |            | |
| URO 12.13 RN                   | Allradgetriebener LKW      |      | Spanien            |            | |
| URO MT-149 AT                  | Allradgetriebener LKW      |      | Spanien            |            | |
| URO MAT-18.16                  | Allradgetriebener LKW      |      | Spanien            |            | |
| URO VAMTAC SK                  | Allradgetriebener LKW      |      | Spanien            | 20         | |
| Pegaso 3046                    | Allradgetriebener LKW      |      | Spanien            |            | |
| Iveco-Pegaso 7217              | Allradgetriebener LKW      |      | Spanien            |            | |
| Iveco-Pegaso 7226              | Allradgetriebener LKW      |      | Spanien            |            | |
| Iveco M170                     | Allradgetriebener LKW      |      | Italien            |            | |
| Pegaso 3055                    | Allradgetriebener LKW      |      | Spanien            |            | Von 1985 bis 2011 waren 14 Pegaso 3055 mit dem Raketenwerfer Teruel ausgestattet. |
| Pegaso 7323                    | Allradgetriebener LKW      |      | Spanien            |            | |
| Iveco M250                     | Allradgetriebener LKW      |      | Italien            |            | |
| Iveco M320                     | Allradgetriebener LKW      |      | Italien            |            | |
| MAN 15 t mil gl KAT I A1 (8×8) | Allradgetriebener LKW      |      | Deutschland        | 18         | Die 18 Fahrzeuge dienen als Geräteträger für die spanischen MIM-104 Patriot |

### Motorräder
| Modell          | Typ             | Bild | Entwurfsland | Anzahl | Anmerkungen |
| --------------- | --------------- | ---- | ------------ | ------ | ----------- |
| BMW R 850 RT    | Straßenmotorrad |      | Deutschland  |        |             |
| Yamaha XT 350   | Geländemotorrad |      | Japan        |        |             |
| Yamaha XT 600   | Geländemotorrad |      | Japan        |        |             |
| Suzuki DR-Z 400 | Geländemotorrad |      | Japan        |        |             |

### Personenkraftwagen und Transporter
| Modell                 | Typ              | Bild | Entwurfsland | Anzahl | Anmerkungen |
| ---------------------- | ---------------- | ---- | ------------ | ------ | ----------- |
| Nissan Navara          | Pick-up          |      | Japan        |        |             |
| Nissan Vanette         | Kleintransporter |      | Japan        |        |             |
| Mercedes-Benz MB 100   | Kleintransporter |      | Deutschland  |        |             |
| Mercedes-Benz Sprinter | Kleintransporter |      | Deutschland  |        |             |
| Mercedes-Benz Vito     | Kleintransporter |      | Deutschland  |        |             |

### Lastkraftwagen
| Modell                        | Typ            | Bild | Entwurfsland     | Anzahl | Anmerkungen |
| ----------------------------- | -------------- | ---- | ---------------- | ------ | ----------- |
| Nissan-Ebro L/M Nissan Atleon | Lastkraftwagen |      | Spanien          |        |             |
| Iveco Eurocargo               | Lastkraftwagen |      | Italien          |        |             |
| Pegaso 2181                   | Lastkraftwagen |      | Spanien          |        |             |
| Pegaso 2331                   | Lastkraftwagen |      | Spanien          |        |             |
| Pegaso 7343                   | Lastkraftwagen |      | Spanien          |        |             |
| Pegaso 7345                   | Lastkraftwagen |      | Spanien          |        |             |
| Pegaso Troner                 | Lastkraftwagen |      | Spanien          |        |             |
| Iveco-Pegaso EuroTrakker      | Lastkraftwagen |      | Italien/ Spanien |        |             |
| Iveco Trakker                 | Lastkraftwagen |      | Italien          |        |             |
| Mercedes-Benz Actros          | Lastkraftwagen |      | Deutschland      |        |             |
| Kynos Aljaba K15-100          | Lastkraftwagen |      | Spanien          | 47     |             |

### Unbemannte Landfahrzeuge
| Modell             | Typ                      | Bild | Entwurfsland       | Anzahl | Anmerkungen                                                               |
| ------------------ | ------------------------ | ---- | ------------------ | ------ | ------------------------------------------------------------------------- |
| Telerob tEODor     | Unbemanntes Landfahrzeug |      | Deutschland        | 30     | EOD-Roboter (Explosive Ordnance Disposal Roboter) zur Bombenentschärfung. |
| iRobot PackBot 510 | Unbemanntes Landfahrzeug |      | Vereinigte Staaten |        | EOD-Roboter.                                                              |

## Luftfahrzeuge

### Hubschrauber
| Modell                      | Typ                               | Bild | Entwurfsland                     | Anzahl  | Anmerkungen |
| --------------------------- | --------------------------------- | ---- | -------------------------------- | ------- | --- |
| Eurocopter Tigre HAD-E      | Kampfhubschrauber                 |      | Deutschland/ Frankreich/ Spanien | 18      | Seit 2007 in Dienst. Zunächst wurden 6 Tigre HAP aus französischer Produktion geliefert, ab 2014 begannen die 18 im spanischen Albacete gefertigten Tigre HAD-E zuzulaufen. Neben einer GIAT 30 Maschinenkanone im Kinnturm nutzen die spanischen Tigre als Bewaffnung ungelenkte Luft-Boden-Raketen des Typs 70-mm-FZ sowie Luft-Luft-Lenkflugkörper des Typs Mistral ATAM und Luft-Boden-Lenkflugkörper des Typs Spike ER. |
| CH-47D/F Chinook            | Transporthubschrauber             |      | Vereinigte Staaten               | 17      | Seit 1972 in Dienst. Die ersten Maschinen wurden in der Version CH-47C geliefert und nachträglich auf CH-47D Standard umgerüstet. Im Jahr 2022 begann die Umrüstung aller 17 Hubschrauber auf die Version CH-47F, die bis 2024 abgeschlossen werden soll. Im Februar 2022 hat Boeing den ersten Transporthubschrauber des Typs CH-47 F an das spanische Heer übergeben.                                                      |
| NH90 TTH GSPA Caimán        | Transporthubschrauber             |      | Europa                           | 16 (26) | Seit 2014 in Dienst. Die spanischen Streitkräfte haben bislang 45 Maschinen bestellt, 26 davon für die Heeresflieger, sieben für die Armada und zwölf für die Luftwaffe. |
| AS 532 Cougar               | Transport-/ Mehrzweckhubschrauber |      | Frankreich                       | 17      | Seit 1998 in Dienst. 14 AS 532UL und 3 AS 532AL. Letztere werden von der Unidad Militar de Emergencias betrieben. |
| AS 332B1 Super Puma         | Transporthubschrauber             |      | Frankreich                       | 14      | Seit 1985 in Dienst |
| AB 212                      | Mehrzweckhubschrauber             |      | Italien/ Vereinigte Staaten      | 5       | Seit 1981 in Dienst |
| Airbus Helicopters H135 T2+ | Mehrzweck-/ Schulhubschrauber     |      | Deutschland                      | 12      | Seit 2010 in Dienst. 4 Hubschrauber werden von der Unidad Militar de Emergencias betrieben. |

### Unbemannte Luftfahrzeuge
| Modell                      | Typ                      | Bild | Entwurfsland       | Anzahl | Anmerkungen                                                                         |
| --------------------------- | ------------------------ | ---- | ------------------ | ------ | ----------------------------------------------------------------------------------- |
| IAI Searcher Mk.II-J/Mk.III | Unbemanntes Luftfahrzeug |      | Israel             | 4      | Seit 2007 in Dienst. Aufklärungsdrohne der Klasse II. Drei Mk.II-J und eine Mk.III. |
| INTA SIVA                   | Unbemanntes Luftfahrzeug |      | Spanien            | 4      | Seit 2006 in Dienst. Aufklärungsdrohne der Klasse II.                               |
| AeroVironment RQ-11         | Unbemanntes Luftfahrzeug |      | Vereinigte Staaten | 72     | Seit 2008 in Dienst. Aufklärungsdrohne der Klasse I.                                |

## Neubeschaffungen
| Modell                                     | Typ                      | Bild | Entwurfsland    | Anzahl | Anmerkungen |
| ------------------------------------------ | ------------------------ | ---- | --------------- | ------ | --- |
| VAC (Vehículo de Apoyo de Cadenas)         | Kettenpanzer             |      | Spanien         | 394    | Das Vehículo de Apoyo de Cadenas (Unterstützungskettenfahrzeug) ist ein auf dem ASCOD 2 basierender Kettenpanzer, der im Spanischen Heer die in die Jahre gekommenen M113 ersetzen soll. Die Fahrzeuge werden von Tess Defence einem Konsortium aus Santa Bárbara Sistemas, Indra Sistemas, Escribano Mechanical and Engineering und SAPA Placencia entwickelt und produziert. In der ersten Lieferphase sollen zunächst 394 VAC in unterschiedlichen Konfigurationen (Transportpanzer, Pionierpanzer, Panzermörser, Führungspanzer etc.) beschafft werden. |
| Silam (Sistema Lanzador de Alta Movilidad) | Mehrfachraketenwerfer    |      | Israel/ Spanien | 12     | Das Sistema Lanzador de Alta Movilidad (Hochbewegliches Raketenwerfersystem) ist ein Mehrfachraketenwerfer der auf dem israelischen PULS von Elbit Systems basiert und von einem Konsortium aus Escribano Mechanical and Engineering und Expal produziert werden soll. Geplant ist die Beschaffung von Raketen des Typs ACCULAR (40 km), EXTRA (150 km) und Predator Hawk (300 km). |
| Airbus SIRTAP                              | Unbemanntes Luftfahrzeug |      | Spanien         |        | Der SIRTAP ist ein in Entwicklung befindliches spanisches unbemanntes Luftfahrzeug. Der Name ist ein Akronym von Sistema Remotamente Tripulado de Altas Prestaciones (spanisch für hochleistungsfähiges ferngesteuertes Luftfahrtsystem). Das Spanische Verteidigungsministerium hat neun Systeme, bestehend aus jeweils drei Luftfahrzeugen und einer Bodenstation, sowie zwei Simulatoren bestellt. Diese sollen sowohl vom Heer als auch von den Luftstreitkräften eingesetzt werden, die genaue Aufteilung ist jedoch noch nicht bekannt                |